# SC 헤이렌베인

SC 헤이렌베인(네덜란드어: Sportclub Heerenveen, 서프리슬란트어: Sportklub It Hearrenfean)은 네덜란드의 축구 클럽으로 1920년 7월 20일에 창단되었다. 연고지는 프리슬란트주에 위치한 헤이렌베인이다.
유럽 기준으로는 작은 클럽인 헤이렌베인은 1999-2000 시즌에 리그 준우승을 하여, 2000-01시즌에 UEFA 챔피언스리그 조별 리그에 진출하였다. 이 챔피언스리그는 헤이렌베인이 진출한 유일한 챔피언스리그 기록이다. 헤이렌베인은 UEFA 컵 위너스컵에 1회 진출하였고, UEFA 인터토토컵에 6회 진출, 그리고 UEFA컵에 2008-09시즌까지 포함하여 6회 진출하였다. 헤이렌베인의 평균관중은 25,000명 이상이며, 클럽 엠블럼은 프리슬란트주의 주기를 상징화한 것이다.

## 역대 성적
- 에레디비시 준우승 : 1

1999-00
- KNVB컵 우승 : 1

2008-09
- KNVB컵 준우승 : 2

1992-93, 1996-97

## 선수 명단

### 현역
참고: FIFA 자격 규정에 따라 소속된 국가대표팀 국기를 표시합니다. 선수는 복수의 FIFA 비회원국 국적을 가지고 있을 수 있습니다.
| 번호 | 포지션 | 국적     | 이름            |
| ---- | ------ | -------- | --------------- |
| 10   | MF     | 모로코   | 일리아스 세바위 |
| 24   | FW     | 세르비아 | 밀로스 루코비치 |

| 번호 | 포지션 | 국적 | 이름              |
| ---- | ------ | ---- | ----------------- |
| 44   | GK     |      | 안드리스 노퍼르트 |

## 역대 감독
| 감독             | 임기        |
| ---------------- | ----------- |
| 마르코 판 바스턴 | 2012 ~ 2014 |
| 로빈 판 페르시   | 2024 ~      |